# A Concert Behind Prison Walls
A Concert Behind Prison Walls je koncertni album Johnnyja Casha snimljen 1976., a objavljen 2003. Okosnicu albuma čini nastup Casha i njegova benda Tennesseee Three, ali uz njih nastupaju i Linda Ronstadt, Roy Clark i Foster Brooks. Objavljeno je i DVD izdanje koncerta.

## Popis pjesama
1. "Folsom Prison Blues" (Johnny Cash)
2. "Sunday Morning Coming Down" (Cash)
3. "Jacob Green" (Cash)
4. Comedy Routine (Foster Brooks)
5. "Desperado" (Linda Ronstadt)
6. "You're No Good"(Ronstadt)
7. "Rollin My Sweet Baby's Arms" (Roy Clark)
8. "That Honeymoon Feelin'" (Clark)
9. "Shuckin' the Corn" (Clark)
10. "Half As Much" (Brooks)
11. "Love Has No Pride" (Ronstadt)
12. "Silver Threads and Golden Needles" (Ronstadt)
13. "Hey Porter" (Cash)
14. "Wreck of the Ol' Ninety-Seven" (Cash)
15. "Orange Blossom Special" (Cash)
16. "A Boy Named Sue" (Cash)

## Izvođači
- Johnny Cash - vokali, akustična gitara, harmonika
- Linda Ronstadt - vokali
- Roy Clark - vokali, gitara, bendžo
- Foster Brooks - vokali
- Marshall Grant - bas
- WS Holland - bubnjevi
- Bob Wootton - električna gitara
- Carl Perkins - električna gitara
- Tommy Williams - gusle